# 東御市子どもフェスティバル
東御市子どもフェスティバル（とうみしこどもフェスティバル）は、毎年5月の第2土曜日の長野県東御市の東御中央公園（芝生公園）一帯で開催されるイベントである。

## 概要
主に東御市や、旧東部町側の各種スポンサーにより開催されている。
イベントとして各種屋台や、各種体験コーナー、巨大バルーンなどのイベントがある。
東御市子どもフェスティバルは旧東部町から続けられている行事であり、
春は子どもフェスティバル、秋は巨峰の王国まつりと東御中央公園で行なわれる大イベントの一つである。
このイベントで、約1～2万人が来場するイベントであり、主に旧東部町からの来場客が多い。来場客が多く訪れ、会場や周辺が多少混雑する。

## その他
以前は、東部中央公園で毎年秋に開催されている巨峰の王国まつり等と、東御市や東信地方を代表する大規模なイベントであったが、旧東部町の時に子どもフェスティバルの開催日を2日間から、1日に規模を縮小し、東御市になってからは、開催時間の短縮など全体的な規模の縮小をされ、以前より小規模なイベントになった。

## 交通
- 上信越自動車道東部湯の丸インターチェンジから車で3分
- 公共機関利用の場合しなの鉄道田中駅下車タクシー10分